# Шендерівська сільська рада (Корсунь-Шевченківський район)
Шенде́рівська сільська́ ра́да — адміністративно-територіальна одиниця та орган місцевого самоврядування в Корсунь-Шевченківському районі Черкаської області. Адміністративний центр — село Шендерівка.

## Загальні відомості
- Населення ради: 923 особи станом на 2016 рік.

## Населені пункти
Сільській раді підпорядковані населені пункти:
- с. Шендерівка
- с. Нова Буда

## Склад ради
Рада складається з 12 депутатів та голови.
- Голова ради: Щербина Володимир Миколайович
- Секретар ради: Лисак Тетяна Василівна

### Керівний склад попередніх скликань
| Прізвище, ім'я, по батькові   | Основні відомості                                                 | Дата обрання | Дата звільнення |
| ----------------------------- | ----------------------------------------------------------------- | ------------ | --------------- |
| Баланюк Василь Степанович     | Сільський голова, 1961 року народження, безпартійний              | 26.03.2006   | 31.10.2010      |
| Щербина Володимир Миколайович | Сільський голова, 1968 року народження, освіта вища, безпартійний | 31.10.2010   |                 |

Примітка: таблиця складена за даними сайту Верховної Ради України

### Депутати
За результатами місцевих виборів 2015 року депутатами ради стали:

#### За округами
| № округу | Прізвище, ім'я, по батькові  | Дата визнання обраним | Освіта  | Партійна приналежність | Відомості про обраного депутата                    |
| -------- | ---------------------------- | --------------------- | ------- | ---------------------- | -------------------------------------------------- |
|          |                              |                       |         |                        |                                                    |
| 1        | Моренко Тетяна Миколаївна    | 10.11.2015            | вища    | позапартійна           | пенсіонер                                          |
| 4        | Дорошенко Галина Василівна   | 10.11.2015            | середня | позапартійна           | пенсіонер                                          |
| 6        | Лизогуб Тетяна Валеріївна    | 10.11.2015            | вища    | позапартійна           | тимчасово не працює                                |
| 11       | Лисак Тетяна Василівна       | 10.11.2015            | середня | позапартійна           | секретар сільської ради                            |
|          |                              |                       |         |                        |                                                    |
| 2        | Чабанюк Людмила Іванівна     | 10.11.2015            | середня | позапартійна           | тимчасово не працює                                |
| 8        | Педоренко Людмила Василівна  | 10.11.2015            | середня | позапартійна           | фельдшерсько-акушерський пункт, ст..медична сестра |
| 10       | Поліщук Володимир Михайлович | 10.11.2015            | середня | позапартійна           | СТОВ "Злагода", механізатор                        |
|          |                              |                       |         |                        |                                                    |
| 3        | Назаренко Наталія Сергіївна  | 10.11.2015            | вища    | Член ГО "Черкащани"    | Шендерівський НВК, вчитель                         |
| 5        | Тихоненко Ігор Валерійович   | 10.11.2015            | середня | позапартійний          | сільська рада, землевпорядник                      |
| 9        | Чаплинська Ольга Миколаївна  | 10.11.2015            | середня | позапартійна           | пенсіонер                                          |
| 7        | Шевченко Алла Дмитрівна      | 10.11.2015            | вища    | позапартійна           | Шендерівський НВК, вчитель                         |
| 12       | Максименко Петро Васильович  | 10.11.2015            | середня | позапартійний          | тимчасово не працює                                |